# Штуц, Стэнли
Стэнли Дж. «Стэн» Штуц (англ. Stanley J. "Stan" Stutz; имя при рождении — Стэнли Дж. Модзелевски (англ. Stanley J. Modzelewski; 14 апреля 1920, Вустер, штат Массачусетс, США — 28 октября 1975, Нью-Рошелл, штат Нью-Йорк, США) — американский профессиональный баскетболист, арбитр и тренер, запомнившийся своими выступлениями на студенческом уровне.

## Ранние годы
Стэнли Штуц родился 14 апреля 1920 года в городе Вустер (штат Массачусетс), учился там же в классической средней школе, в которой играл за местную баскетбольную команду.

## Студенческая карьера
В 1942 году закончил Род-Айлендский университет, где в течение четырёх лет играл за команду «Род-Айленд Рэмс», в которой провёл успешную карьеру. При Штуце «Рэмс» четыре раза выигрывали регулярный чемпионат и турнир конференции Yankee, но ни разу разу не выходили в плей-офф студенческого чемпионата США.
В сезонах 1939/1940, 1940/1941 и 1941/1942 годов Стэнли становился самым результативным игроком студенческого чемпионата NCAA, но в сезонах 1935/1936—1946/1947 годов статистика составлялась Национальным баскетбольным комитетом официального баскетбольного справочника, который не был наделён полномочиями NCAA, поэтому результаты тех лет считаются неофициальными. В 1942 году Стэнли Штуц признавался баскетболистом года среди студентов по версии Helms Foundation, а также два года подряд включался во 2-ю всеамериканскую сборную NCAA (1941—1942), став вторым, после Чета Яворски баскетболистом «Род-Айленд Рэмс», удостоенным этой награды.

## Профессиональная карьера
Играл на позиции разыгрывающего защитника, лёгкого форварда и атакующего защитника. В 1943 году Стэнли Штуц заключил соглашение с командой «Нью-Йорк Американс», выступавшей в Американской баскетбольной лиге (АБЛ) и Американской баскетбольной ассоциации (АБА). Позже выступал за команды «Балтимор Буллетс» (АБЛ, БАА) и «Нью-Йорк Никс» (БАА). Всего в БАА провёл три сезона, в АБЛ — 2 сезона, а в АБА — 1 сезон. Всего за карьеру в БАА Штуц сыграл 166 игр, в которых набрал 1181 очко (в среднем 7,1 за игру) и сделал 188 передач. Во время спортивной карьеры игрока Стэнли сменил свою настоящую фамилию Модзелевски на Штуц.

## Дальнейшая карьера
После завершения спортивной карьеры игрока Стэнли Штуц стал выполнять функции арбитра в НБА, став одним из первых профессиональных рефери главной баскетбольной лиги Америки. Пик его судейской карьеры пришёлся на сезон 1951/1952 годов, во время которого он судил матч всех звёзд, а также был одним из главных арбитров матчей финальной серии.
После завершения профессиональной карьеры рефери Стэнли Штуц устроился на должность главного тренера в команду «Вашингтон/Нью-Йорк Тайперс», которая выступала в Американской баскетбольной лиге (АБЛ). В «Тайперс» Стэнли перешёл перед началом сезона 1961/1962 годов, по итогам которого его команда имела отрицательный баланс побед и поражений (14—28), в турнирной таблице она заняла последнее место в Восточном дивизионе, но всё-таки попала в плей-офф, проиграв только в полуфинале будущему победителю турнира, клубу «Кливленд Пайперс». В межсезонье команда сменила прописку и стала называться «Филадельфия Тайперс», после чего Штуц ушёл в отставку.

## Смерть
Стэнли Штуц умер во вторник, 28 октября 1975 года, от сердечного приступа на 56-м году жизни в больнице города Нью-Рошелл (штат Нью-Йорк).

## Статистика

### Статистика в НБА
| Сезон                                                                                    | Команда  | Регулярный сезон | Регулярный сезон | Регулярный сезон | Регулярный сезон | Регулярный сезон | Регулярный сезон | Регулярный сезон | Регулярный сезон | Регулярный сезон | Регулярный сезон | Регулярный сезон | Серия плей-офф | Серия плей-офф | Серия плей-офф | Серия плей-офф | Серия плей-офф | Серия плей-офф | Серия плей-офф | Серия плей-офф | Серия плей-офф | Серия плей-офф | Серия плей-офф |
| Сезон                                                                                    | Команда  | GP               | GS               | MPG              | FG%              | 3P%              | FT%              | RPG              | APG              | SPG              | BPG              | PPG              | GP             | GS             | MPG            | FG%            | 3P%            | FT%            | RPG            | APG            | SPG            | BPG            | PPG            |
| ---------------------------------------------------------------------------------------- | -------- | ---------------- | ---------------- | ---------------- | ---------------- | ---------------- | ---------------- | ---------------- | ---------------- | ---------------- | ---------------- | ---------------- | -------------- | -------------- | -------------- | -------------- | -------------- | -------------- | -------------- | -------------- | -------------- | -------------- | -------------- |
| 1946/47                                                                                  | Нью-Йорк | 60               |                  |                  | 26,8             |                  | 78,2             |                  | 0,8              |                  |                  | 8,0              | 5              |                |                | 27,7           |                | 87,5           |                | 1,4            |                |                | 16,8           |
| 1947/48                                                                                  | Нью-Йорк | 47               |                  |                  | 21,8             |                  | 83,7             |                  | 1,2              |                  |                  | 7,0              | 3              |                |                | 27,3           |                | 81,8           |                | 0,3            |                |                | 5,0            |
| 1948/49                                                                                  | Балтимор | 59               |                  |                  | 28,1             |                  | 82,4             |                  | 1,4              |                  |                  | 6,3              | 3              |                |                | 20,0           |                | 50,0           |                | 0,0            |                |                | 1,7            |
|                                                                                          | Всего    | 166              |                  |                  | 25,6             |                  | 81,3             |                  | 1,1              |                  |                  | 7,1              | 11             |                |                | 27,4           |                | 81,6           |                | 0,7            |                |                | 9,5            |
| Наведите курсор мыши на аббревиатуры в заголовке таблицы, чтобы прочесть их расшифровку. |          |                  |                  |                  |                  |                  |                  |                  |                  |                  |                  |                  |                |                |                |                |                |                |                |                |                |                |                |